# Alexandre Louis d'Allonville d'Oysonville
Pour les articles homonymes, voir Allonville (homonymie).
Alexandre Louis d’Allonville d'Oysonville est né le 18 février 1774 à Paris et mort le 22 décembre 1852.
Alexandre Louis d'Allonville d'Oysonville, ancien officier supérieur, connu sous le nom de comte Louis, est nommé , sous la Restauration, préfet puis conseiller d'État.

## Sa famille
Alexandre Louis d'Allonville est l'un des fils du comte Armand Jean d'Allonville, dit le balafré (1732-1811). Sa mère, Marie-Françoise Jehannot de Bartillat (1744-1817), est la fille du marquis Louis Joachim Jehannot de Bartillat (1711-1748).
Le comte Louis parvient au grade de maréchal des Camps et des armées du Roi. Il commande en émigration les gentilshommes de la province de Champagne, puis de Bretagne.
Il est le neveu d'Antoine Charles Augustin d'Allonville et le frère d'Armand François d'Allonville (1764-1832), comte d'Allonville, maréchal de camp.

## Biographie

### L'émigration
À 17 ans, il quitte le collège de Navarre et suit son père qui part combattre dans l'Armée des émigrés. Il se bat dans Maastricht assiégée par l'armée du général Francisco de Miranda avec ses frères. Il se retrouve dans le régiment d'infanterie à cocarde blanche du marquis d'Autichamp . Il doit débarquer avec un régiment portant le nom de son père à Quiberon.
Alexandre Louis d’Allonville sert en qualité d'officier dans le régiment Loyal-Émigrant, commandé par le comte de la Châtre, avec lequel il va au Portugal.Il sert ensuite dans le régiment de Bourbon. Il est cité par le vicomte  Grouvel : Le Maréchal de camp d'Allonville était très actif, intelligent, infatigable, d'une humeur charmante, et sobre, partageant toutes les fatigues de ses hommes. Il sert la cause des Bourbon jusqu'en 1797.

### Au service de Napoléon
Il retourne en France et constate que tous les biens de sa famille ont été vendus comme biens nationaux.
Après le 18 fructidor Alexandre Louis d’Allonville suit l'expédition française en Égypte, en 1798, avec son parent le général Dommartin, commandant l'artillerie. Il est directeur des finances de la Campagne d'Égypte.
En 1802, il est nommé dans l'administration des domaines. « Alexandre Louis d’Allonville sert Napoléon, mais ne l'aime pas ». Avant le retour des Bourbons, le 3 avril 1814, il écrit une lettre qui provoque le ralliement de cette administration.

### La Restauration

#### Préfet de la Creuse (1814)
Grâce à l'abbé de Montesquiou il est nommé préfet du département de la Creuse, le 22 avril 1814, par Son Altesse Royale Monsieur, à l'époque de l'avènement de sa Majesté Louis XVIII, au trône. Il est nommé chevalier de la Légion d'honneur le 12 octobre 1814.
Il est destitué en mars 1815 par l'Empereur. Il se retire à Vitry où il vit avec sa famille.

#### Préfet d'lle-et-Vilaine (1815-1817)
Le 12 juillet 1815, au retour du roi, il est nommé préfet d'Ille-et-Vilaine. Il doit régler de vieux conflits qui ne sont en rien oubliés.
Alexandre Louis d’Allonville arrache avec son frère, Armand François d'Allonville, le général Jean-Pierre Travot à la mort[évasif], malgré le fait qu'ils ne partagent pas ses opinions. Malgré cette attitude généreuse, il obtient le 14 février 1816 la croix de chevalier de l'Ordre royal et militaire de Saint-Louis.[réf. nécessaire]
Alexandre-Louis se marie avec Armande Marie-Louise d'Allonville (1794 – 5 février 1877 Paris), fille du comte Armand François d'Allonville et de Charlotte Le Vavasseur, le 9 mai 1816. Comme elle est sa nièce, il obtient des dispenses du pape et de Louis XVIII de France. Ils ont une fille Armande Marie-Antoinette qui se marie avec le comte Frédéric des Mazis.

#### Préfet de la Somme (1817-1823)
Louis est nommé préfet de la Somme en 1817. M. d'Allonville obtient par audience de Louis XVIII l'aide pour terminer l'importante entreprise, de jonction de l'Escaut, de l'Oise et de la Somme. En 1825, le canal sera inauguré par la duchesse de Berry. Il est à l'origine aussi de la bibliothèque communale d'Amiens et d'une caisse pour les personnes victimes des incendies en 1819.
Il est promu officier de la Légion d'honneur en 1821.

#### Préfet du Puy-de-Dôme (1823-1828)
Louis est préfet du Puy-de-Dôme de 1823 à 1828. Il fait renaître le 22 novembre 1824 la future Académie des sciences, belles-lettres et arts de Clermont-Ferrand. Louis publie en 1828 une dissertation intéressante sur les camps romains du département de la Somme, suivie d'éclaircissements sur la situation des villes gauloises de Samarobrivie, Bratuspance, etc.

#### Préfet de la Meurthe (1828-1830)

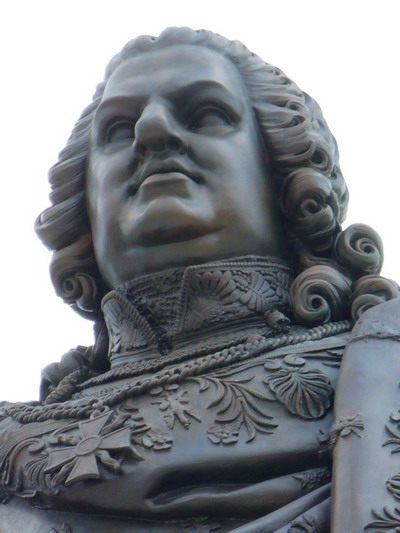
La statue de Stanislas Leszczyński à Nancy.

Alexandre Louis d’Allonville est nommé, le 21 avril 1828, préfet de la Meurthe, Conseiller d'État[réf. incomplète] en service extraordinaire. Pour la statue de Stanislas Leszczyński à Nancy, il choisit l'artiste, modifie les dessins, fait allonger le cimeterre du roi. Selon ses souhaits, ce dernier est en costume national polonais, mais d'Allonville concède à ce qu'il porte une perruque.[réf. nécessaire]
Alexandre Louis d’Allonville écrit une dissertationsur des pierres légionnaires trouvées dans l'Est de la France.
Partout où il est préfet les journaux de l'époque ou les historiens parlent de son zèle et de son efficacité. Ancien préfet, il est membre honoraire de la Société des antiquaires de Picardie et habite à Marolles-en-Brie, près Boissy-Saint-Léger.[réf. nécessaire]

### Ecrit
- Mémoires secrets de 1770 à 1830, 1838-1845, Bruxelles, six tomes, tome premier, tome second,    tome 3, tome 4, tome 5, tome 6 ;